# The business plot
The Business Plot (också känt som "White House putsch") var en påstådd konspiration 1933 i USA, där rika affärsmän och bankirer ska ha försökt driva fram en fascistisk regim i USA via en militärkupp. År 1934 vittnade generalmajoren Smedley Butler om detta, och enligt honom var han tänkt att bli USA:s första diktator. Vittnesmålet skedde inför en kommitté i USA:s representanthus. Ingen anklagad ställdes dock inför rätta och en ledartext i New York Times beskrev det hela som en "en gigantisk bluff".